# Hydropogonella gymnostoma
Hydropogonella gymnostoma là một loài Rêu trong họ Sematophyllaceae. Loài này được (Schimp.) Cardot ex Le Jol. mô tả khoa học đầu tiên năm 1895.